# Serlo I van Hauteville
Serlo I van Hauteville (ook wel gespeld Sarlo of Serlon in het Frans) was een zoon van Tancred van Hauteville en zijn eerste vrouw Murielle, waarschijnlijk de jongste maar andere bronnen noemen hem de oudste. Hij bleef, terwijl zijn broers naar de Mezzogiorno gingen, in Normandië. Na een geschil met een buurman, (een man aan het hof van Robert, hertog van Normandië), die hij doodde na een belediging, werd hij 3 jaar verbannen. Rond 1041 overleed zijn vader en erfde hij Hauteville in de Cotentin en Perou van zijn vrouw. Hij werd, net als zijn broers, beschouwd als een uitzonderlijk krijger.
Zijn zoon Serlo volgde zijn oom Rogier naar de Mezzogiorno en maakte zijn fortuin daar.